# خط يامانوته
خط يامانوته (باليابانية: 山手線، يامانوته سين) هو أحد خطوط قطارات الركاب التابعة لشركة شرق اليابان للسكك الحديدية في طوكيو، ويعتبر من أكثر الخطوط ازدحاماً وأكثرها أهمية. يربط خط يامانوته معظم محطات القطار الرئيسية والمراكز الحضرية في طوكيو بحيث يمتد بينها على شكل حلقة مغلقة، ومن ضمن هذه المراكز شيناغاوا، شيبويا، شينجوكو، وإكه-بوكورو.